# رين فيلدت
رين فيلدت (بالسويدية: Reine Feldt)‏ هو صحافي ولاعب كرة قدم سويدي في مركز الدفاع، ولد في 29 سبتمبر 1945، وتوفي في 1986. لعب مع نادي غوتبورغ.